# 宮川の戦い
宮川の戦い（みやがわのたたかい）は、天文11年9月25日（1542年11月2日）に信濃宮川で行なわれた甲斐の武田晴信軍と信濃の高遠頼継軍の合戦である。この戦いで武田家は諏訪郡の覇権を掌握した。

## 概要

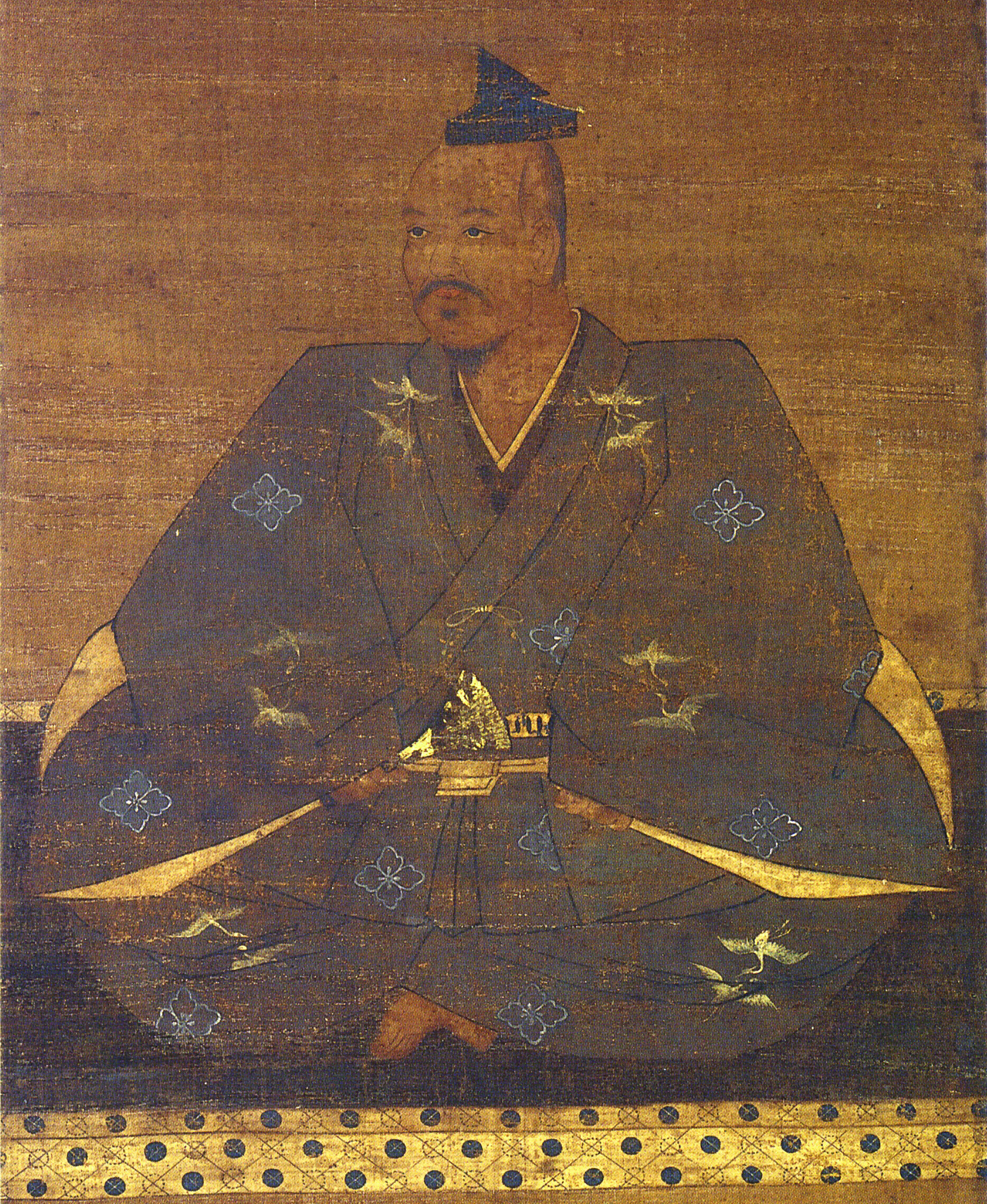
武田晴信

天文11年（1542年）7月、諏訪惣領家の諏訪頼重は武田晴信と諏訪庶家の高遠頼継の連合軍に攻められて降参した（桑原城の戦い）。頼重とその弟の頼高は7月21日に甲斐で切腹となり、この際、諏訪領は宮川以西を高遠領､以東を武田領とすることで合意した。
しかし諏訪惣領の地位を目指す高遠頼継は宮川より西の諏訪郡しか手に入れられなかった事に不満を抱き、9月10日、武田領に侵攻して上原城を攻め落とし、さらに諏訪上社の矢島満清、有賀遠江守、伊那郡箕輪の福与城主・藤沢頼親や土豪の春近衆を味方につけた。これに対して9月11日、下諏訪衆、諏訪満隆、安国寺竺渓ら武田方の武将を後詰するため、晴信は板垣信方に軍を預けて向かわせた。
9月19日、晴信は頼重の遺児である寅王を擁して若神子まで出陣し、自己の正当性を主張しながら板垣隊と合流する。9月25日、武田軍は宮川まで進軍し、未刻（午後1時から3時）頃に宮川橋付近（現在の安国寺前古戦場）で高遠軍と衝突した。この合戦は酉刻（午後5時から7時）まで続き、高遠軍は頼継の実弟である高遠頼宗（蓮峯軒）ら700～800余人の死者を出して敗走した。

## 戦後

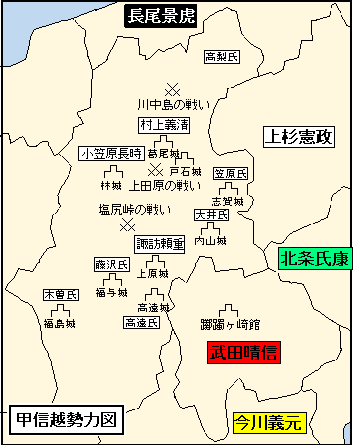
戦国時代の甲信とその周辺拡大

武田軍は守矢頼真と諏訪兄弟を案内者として､駒井高白斎らの軍勢を箕輪に進ませ福与城に迫った。このため頼親は9月28日に降伏した。また9月29日に板垣が上伊那に侵入し､春近衆を圧迫し、伊那衆や高遠方は壊滅的な打撃を蒙り、10月7日に諏訪西方が降伏し、駒井高白斎が奉行となり諏訪大社の宝鈴を鳴らし、西方衆に武田への帰属を誓約させた。
天文12年（1543年）5月、晴信は上原城を修築し、板垣信方を諏訪郡代として在城させた。
天文13年（1544年）10月に高遠頼継､藤沢頼親、小笠原長時らが武田に反旗を翻すが、天文14年（1545年）4月の高遠合戦により武田軍に敗北し、武田家に従属することとなる。